# Джонс, Айзая
Айзая Бенджамин Монтелл Джонс (англ. Isaiah Benjamin Montell Jones; род. 26 июня 1999 года, Ламбет, Лондон) — английский и гайанский футболист , полузащитник английского клуба «Лутон Таун» и сборной Гайаны.

## Клубная карьера

### Начало карьеры
Начинал футбольную карьеру в маленьком лондонском клубе «Тутинг энд Митчем». В сезоне 2018/19 забил 10 мячей, заняв вместе с клубом 6-е место в Южно-центральном дивизионе Истмийской лиги и привлёк к себе внимание более статусных команд.

### «Мидлсбро»
Летом 2019 года вместе с одноклубником Сэмом Фоларином перешёл в клуб Чемпионшипа «Мидлсбро», где первоначально стал выступать за резервную команду. Забив 3 гола в 3 матчах Премьер-лиги 2 в декабре 2019 года, Джонс был номинирован на награду «Игрок месяца», но проиграл Тахиту Чонгу из «Манчестер Юнайтед».
31 января 2020 года на правах аренды до конца сезона перешёл в клуб шотландской премьер-лиги «Сент-Джонстон» . Дебютировал за клуб 8 февраля 2020 года, выйдя на замену в победном матче Кубка Шотландии против «Эйр Юнайтед» (2:1). Этот матч остался единственным для Джонса, поскольку вскоре сезон в Шотландии был досрочно завершён из-за пандемии COVID-19.
9 января 2021 года дебютировал за основную команду «Мидлсбро» в матче Кубка Англии против «Брентфорда» (1:2). 29 января 2021 года на правах аренды до конца сезона перешёл в клуб шотландского Чемпионшипа «Куин оф зе Саут». 6 февраля забил свой первый гол в дебютной игре против «Аллоа Атлетик», однако это не спасло его команду от поражения (1:2). Всего сыграл за «Куин оф зе Саут» 12 матчей, забил 1 гол и сделал 6 голевых передач.
Летние предсезонные сборы 2021 года проходил вместе с основной командой «Мидлсбро». 8 августа дебютировал в Чемпионшипе, выйдя на замену в домашнем матче с «Фулхэмом» (1:1) и отметившись голевой передачей. В ноябре 2021 года продлил контракт с клубом до лета 2025 года.
4 декабря 2021 года забил свой первый гол за «Боро» в победном матче против «Суонси Сити» (1:0), а затем отметился тремя результативными передачи в матчах против «Блэкпула» (2:1) и «Борнмута» (1:0). По итогам декабря Джонс выиграл награду «Лучший игрок месяца» в Чемпионшипе

## Личная жизнь
Джонс родился в Англии, однако его отец родом из Ямайки, а мать из Гайаны. В июле 2023 года он начал процесс получения гайанского паспорта, чтобы играть за сборную Гайаны.